# 전 세계 축구 협회 목록
다음은 전세계의 축구 리그 및 협회 등에 대한 내용이다.

국제 축구 연맹의 6대륙 관리 기구의 세계 지도

## 같이 보기
- 축구 시즌
- 축구 대회 목록
- FIFA 국가별 코드 목록
- 축구 국가대표팀 목록
- 분류:행정 구역별 축구